# Сьолвесбори (община)
Сьолвесбори (на шведски: Sölvesborgs kommun) е община разположена във лен Блекинге, южна Швеция. Общината обхваща територия от 187 km2 и има население от 16 800 души (към 31 декември 2013). Община Сьолвесбори граничи на североизток с общините Улофстрьом и с община Карлсхамн от същия лен, на запад с община Брумьола от лен Сконе. Има излаз на Балтийско море. Административен център на общината е град Сьолвесбори.

## Население
Населението на община Сьолвесбори през последните няколко десетилетия е с тенденция към нарастване. Гъстотата на населението е 90,09 д/km2.
| Население на община Сьолвесбори в годините между 1970 и 2010 | Население на община Сьолвесбори в годините между 1970 и 2010 | Население на община Сьолвесбори в годините между 1970 и 2010 | Население на община Сьолвесбори в годините между 1970 и 2010 | Население на община Сьолвесбори в годините между 1970 и 2010 |
| ------------------------------------------------------------ | ------------------------------------------------------------ | ------------------------------------------------------------ | ------------------------------------------------------------ | ------------------------------------------------------------ |
| Година                                                       |                                                              |                                                              | Население                                                    |                                                              |
| 1970                                                         | 1970                                                         |                                                              | 15 210                                                       | 15 210                                                       |
| 1975                                                         | 1975                                                         |                                                              | 15 632                                                       | 15 632                                                       |
| 1980                                                         | 1980                                                         |                                                              | 15 733                                                       | 15 733                                                       |
| 1985                                                         | 1985                                                         |                                                              | 15 533                                                       | 15 533                                                       |
| 1990                                                         | 1990                                                         |                                                              | 16 008                                                       | 16 008                                                       |
| 1995                                                         | 1995                                                         |                                                              | 16 635                                                       | 16 635                                                       |
| 2000                                                         | 2000                                                         |                                                              | 16 448                                                       | 16 448                                                       |
| 2005                                                         | 2005                                                         |                                                              | 16 558                                                       | 16 558                                                       |
| 2010                                                         | 2010                                                         |                                                              | 16 810                                                       | 16 810                                                       |
| Източник: SCB - Преброяване по регион и време                |                                                              |                                                              |                                                              |                                                              |

## Селищни центрове в общината
Селищните центрове (на шведски: tätort) в община Сьолвесбори са 8 и към 31 декември 2010 година имат съответно население:
| # | Селищен център           | Население към 31 декември 2010 |
| - | ------------------------ | ------------------------------ |
| 1 | Сьолвесбори (Sölvesborg) | 8401                           |
| 2 | Мелбю (Mjällby)          | 1254                           |
| 3 | Хелевик (Hällevik)       | 813                            |
| 4 | Хьорвик (Hörvik)         | 784                            |
| 5 | Норйе (Norje)            | 657                            |
| 6 | Нугерсунд (Nogersund)    | 495                            |
| 7 | Пукавик (Pukavik)        | 279                            |
| 8 | Льорбю (Lörby)           | 264                            |

Административният център на община Сьолвесбори е удебелен.